# Élections à la Junte générale de la principauté des Asturies de 2012
Les élections à la Junte générale de la principauté des Asturies de 2012 (en espagnol : Elecciones a la Junta General del Principado de Asturias de 2012) se sont tenues le dimanche 25 mars 2012, afin d'élire les quarante-cinq députés de la neuvième législature de la Junte générale de la principauté des Asturies.
Le scrutin voit la victoire de la Fédération socialiste asturienne-PSOE (FSA-PSOE) avec une majorité relative.

## Contexte
Depuis 1977, les Asturies s'affirment comme un territoire que domine le Parti socialiste ouvrier espagnol (PSOE), mais entre 1994 et 1999, le Parti populaire (PP) s'est placé dans une optique majoritaire.
Pourtant, lors de l'élection régionale du 22 mai 2011, la situation politique a évolué du fait d'une scission du PP. La FSA-PSOE s'est une fois de plus classée en tête mais avec seulement 30,7 % des voix et 15 députés sur 45, à l'époque le pire résultat de son histoire. Elle devance de 1 600 voix le Forum des Asturies (FAC), parti régionaliste conservateur tout juste fondé et dirigé par l'ancienne figure du PP Francisco Álvarez-Cascos. Du fait du mode de scrutin, le FAC obtient 16 députés avec ses 30,5 % des suffrages. Le Parti populaire des Asturies est donc lourdement relégué en troisième position, avec un résultat de tout juste 20,5 % et 10 parlementaires, sa plus mauvaise performance régionale. En conséquence, la Gauche unie des Asturies (IUA) passe en quatrième place avec 10,6 % et les 4 mandats restants à pourvoir.
Les élections municipales, organisées le même jour, placent les socialistes en tête avec à peine 29,9 %, tandis que les conservateurs suivait avec 23,7 %. Troisièmes, les régionalistes parviennent à capter 20,3 %, ce qui met le centre droit à un total de 44 % des suffrages. Quant aux écosocialistes, ils totalisent encore 13,4 %. Si le PSOE dirige quatre des sept plus grandes villes de la région, Gijón est dirigée par le FAC et Oviedo par le PP.
Le 14 juillet, Francisco Álvarez-Cascos est investi président de la principauté des Asturies par 16 voix pour et 29 abstentions, devenant le deuxième chef de gouvernement de centre droit des Asturies et le chef de l'exécutif le plus minoritaire depuis 1983.
Aux élections législatives anticipées du 20 novembre 2011, la victoire est revenue aux conservateurs. Récoltant 35,4 % et 3 sièges sur les 8 à pourvoir au Congrès des députés, ils passent en effet devant les socialistes, qui comptent tout de même 3 députés grâce aux 29,3 % engrangés. Les régionalistes, qui s'affirment comme acteurs politiques régionaux, envoient eux aussi un parlementaire à Madrid avec 14,7 %. Le dernier siège est conquis par les écosocialistes, qui accumulent sur leur liste 13,2 %.
Peu de temps après, la Junte générale rejette le projet de budget du gouvernement. Álvarez-Cascos prend alors la décision de dissoudre l'assemblée – conformément au statut d'autonomie révisé de 1999 – et convoque de nouvelles élections, le mandat des députés achevant celui alors interrompu.

## Mode de scrutin
La Junte générale de la principauté des Asturies (en espagnol : Junta General del Principado de Asturias) se composent de 45 députés, élus pour un mandat de quatre ans au suffrage universel direct, suivant le scrutin proportionnel à la plus forte moyenne d'Hondt.
La communauté autonome est divisée en trois circonscriptions : occidentale, centrale et orientale. Chacune dispose de 2 députés au minimum, les 39 restants étant distribués en proportion de la population. Pour cette élection, la circonscription occidentale compte 6 sièges, la circonscription centrale compte 34 sièges, et la circonscription orientale compte 5 sièges. Seules les forces politiques – partis, coalitions, indépendants – ayant remporté au moins 3 % des suffrages exprimés au niveau d'une circonscription participent à la répartition des sièges.

## Campagne

### Partis et chefs de file
| Force politique | Force politique                                                            | Chef de file                         | Idéologie                                         | Score en 2011              |
| --------------- | -------------------------------------------------------------------------- | ------------------------------------ | ------------------------------------------------- | -------------------------- |
|                 | Fédération socialiste asturienne-PSOE Federación Socialista Asturiana-PSOE | Javier Fernández                     | Centre gauche Social-démocratie, progressisme     | 30,7 % des voix 15 députés |
|                 | Forum des Asturies Foro Asturias                                           | Francisco Álvarez-Cascos (Président) | Centre droit Conservatisme, régionalisme          | 30,5 % des voix 16 députés |
|                 | Parti populaire des Asturies Partido Popular de Asturias                   | Mercedes Fernández                   | Centre droit Conservatisme, démocratie chrétienne | 20,5 % des voix 10 députés |
|                 | Gauche unie des Asturies Izquierda Unida de Asturias                       | Jesús Iglesias Fernández             | Gauche Communisme, républicanisme                 | 10,6 % des voix 4 députés  |

## Résultats

### Voix et sièges
|                          |                                                         |         |       |      |        |               |  |  |  |  |  |  |  |  |
| Parti                    | Parti                                                   | Voix    | %     | +/-  | Sièges | +/-           |  |  |  |  |  |  |  |  |
|                          | Parti socialiste ouvrier espagnol (PSOE)                | 161 159 | 32,56 | 1,84 | 17     | 2             |  |  |  |  |  |  |  |  |
|                          | Forum des Asturies (Foro)                               | 124 518 | 25,16 | 5,29 | 12     | 4             |  |  |  |  |  |  |  |  |
|                          | Parti populaire (PP)                                    | 108 091 | 21,84 | 1,36 | 10     | en stagnation |  |  |  |  |  |  |  |  |
|                          | Gauche unie des Asturies (IU-IX)                        | 69 118  | 13,97 | 3,42 | 5      | 1             |  |  |  |  |  |  |  |  |
|                          | Union, progrès et démocratie (UPyD)                     | 18 801  | 3,80  | 1,3  | 1      | 1             |  |  |  |  |  |  |  |  |
|                          | Sièges en blanc (EB)                                    | 4 107   | 0,83  | Nv.  | 0      | en stagnation |  |  |  |  |  |  |  |  |
|                          | Equo-Les Verts (Equo-LV)                                | 2 558   | 0,52  | Nv.  | 0      | en stagnation |  |  |  |  |  |  |  |  |
|                          | Engagement pour les Asturies (BA-UNA-LV-GV)             | 1 656   | 0,33  | 1,33 | 0      | en stagnation |  |  |  |  |  |  |  |  |
|                          | Parti animaliste contre la maltraitance animale (PACMA) | 1 449   | 0,29  | 0,04 | 0      | en stagnation |  |  |  |  |  |  |  |  |
|                          | Parti communiste des peuples d'Espagne (PCPE)           | 782     | 0,16  | 0,08 | 0      | en stagnation |  |  |  |  |  |  |  |  |
|                          | Hartos.org-Indépendants pour les Asturies (IDEAS)       | 738     | 0,15  | 0,94 | 0      | en stagnation |  |  |  |  |  |  |  |  |
|                          | Andecha Astur                                           | 674     | 0,14  | Nv.  | 0      | en stagnation |  |  |  |  |  |  |  |  |
|                          | Autres partis                                           | 1 261   | 0,25  | -    | 0      | -             |  |  |  |  |  |  |  |  |
|                          |                                                         |         |       |      |        |               |  |  |  |  |  |  |  |  |
| Suffrages exprimés       | Suffrages exprimés                                      | 494 907 | 97,74 |      |        |               |  |  |  |  |  |  |  |  |
| Votes blancs             | Votes blancs                                            | 7 166   | 1,41  |      |        |               |  |  |  |  |  |  |  |  |
| Votes nuls               | Votes nuls                                              | 4 295   | 0,85  |      |        |               |  |  |  |  |  |  |  |  |
| Total                    | Total                                                   | 506 368 | 100   | -    | 45     | en stagnation |  |  |  |  |  |  |  |  |
| Abstention               | Abstention                                              | 483 625 | 48,85 |      |        |               |  |  |  |  |  |  |  |  |
| Inscrits / participation | Inscrits / participation                                | 989 993 | 51,15 |      |        |               |  |  |  |  |  |  |  |  |

#### Par circonscription
| Circonscription | Circonscription | Occidentale | Occidentale | Occidentale | Occidentale   | Centrale | Centrale | Centrale | Centrale      | Orientale | Orientale | Orientale | Orientale     |
| --------------- | --------------- | ----------- | ----------- | ----------- | ------------- | -------- | -------- | -------- | ------------- | --------- | --------- | --------- | ------------- |
|                 |                 |             |             |             |               |          |          |          |               |           |           |           |               |
| Sièges          | Sièges          | 6           | 6           | 6           | en stagnation | 34       | 34       | 34       | en stagnation | 5         | 5         | 5         | en stagnation |
|                 |                 |             |             |             |               |          |          |          |               |           |           |           |               |
|                 |                 | Nombre      | Nombre      | %           | %             | Nombre   | Nombre   | %        | %             | Nombre    | Nombre    | %         | %             |
| Inscrits        | Inscrits        | 124 133     | 124 133     | 100,00      | 100,00        | 782 089  | 782 089  | 100,00   | 100,00        | 83 771    | 83 771    | 100,00    | 100,00        |
| Abstentions     | Abstentions     | 67 322      | 67 322      | 54,23       | 54,23         | 369 824  | 369 824  | 47,29    | 47,29         | 46 479    | 46 479    | 55,48     | 55,48         |
| Votants         | Votants         | 6 811       | 6 811       | 45,77       | 45,77         | 412 265  | 412 265  | 52,71    | 52,71         | 37 292    | 37 292    | 44,52     | 44,52         |
| Blancs          | Blancs          | 769         | 769         | 1,35        | 1,35          | 5 910    | 5 910    | 1,43     | 1,43          | 487       | 487       | 1,31      | 1,31          |
| Nuls            | Nuls            | 653         | 653         | 1,15        | 1,15          | 3 142    | 3 142    | 0,76     | 0,76          | 500       | 500       | 1,34      | 1,34          |
| Exprimés        | Exprimés        | 55 389      | 55 389      | 97,50       | 97,50         | 403 213  | 403 213  | 97,80    | 97,80         | 36 305    | 36 305    | 97,35     | 97,35         |
|                 |                 |             |             |             |               |          |          |          |               |           |           |           |               |
| Partis          | Partis          | Voix        | %           | Sièges      | +/−           | Voix     | %        | Sièges   | +/−           | Voix      | %         | Sièges    | +/−           |
|                 | PSOE            | 20 106      | 36,30       | 3           | 1             | 127 849  | 31,71    | 12       | 1             | 13 204    | 36,37     | 2         | en stagnation |
|                 | FAC             | 13 369      | 24,14       | 1           | 1             | 100 720  | 24,98    | 9        | 3             | 10 429    | 28,73     | 2         | en stagnation |
|                 | PP              | 14 787      | 26,70       | 2           | en stagnation | 84 360   | 20,92    | 7        | en stagnation | 8 944     | 24,64     | 1         | en stagnation |
|                 | IU              | 5 219       | 9,42        | 0           | en stagnation | 61 498   | 15,25    | 5        | 1             | 2 401     | 6,61      | 0         | en stagnation |
|                 | UPyD            | 948         | 1,71        | 0           | en stagnation | 17 186   | 4,26     | 1        | 1             | 667       | 1,84      | 0         | en stagnation |
|                 | Autres          | 960         | 1,73        |             |               | 11 600   | 2,88     |          |               | 665       | 1,83      |           |               |

### Analyse
Alors que le nombre d'inscrits augmente de 79 400 en tout juste dix mois, la participation chute à son plus bas historique, passant largement sous les 60 % des inscrits. Jamais encore il n'y avait eu moins de 500 000 bulletins exprimés.
Arrivée première, la Fédération socialiste asturienne-PSOE perd tout de même 18 500 suffrages par rapport à mai 2011. Cependant, avec la baisse de la participation elle remonte à plus de 32 % des inscrits et efface une certaine partie de ses pertes puisqu'elle engrange 2 nouveaux mandats parlementaires. De la sorte, elle retrouve son niveau de 1995, année de son premier passage dans l'opposition. Le Forum des Asturies, désormais deuxième en sièges, connaît une contre-performance plus complexe, abandonnant en effet 53 500 voix en dix mois. L'écart entre les deux principales formations s'élargit considérablement, passant de 1 600 à 36 600 et 5 députés.
Le Parti populaire des Asturies, toujours troisième, est également en reflux puisqu'il perd 11 700 voix. Avec le niveau de participation, cela n'a pas d'incidence sur sa représentation parlementaire. Quant à la Gauche unie des Asturies, ses 1 400 suffrages nouvellement obtenus confirment sa quatrième place dans l'ordre d'arrivée et lui permettent même d'accroître son groupe parlementaire d'un siège. Enfin, le parti centriste social-libéral Union, progrès et démocratie entre à la Junte générale en réunissant moins de 5 % des voix.

### Conséquences
Le bloc de gauche (PSOE-IU) et le bloc de droite (PP-FAC) ont obtenu chacun 22 sièges, faisant de l'unique député UPyD, le faiseur de rois. Après avoir été sollicité par les deux blocs, le député UPyD choisit d'appuyer le candidat socialiste Javier Fernández, qui est investi président de la principauté des Asturies le 23 mai par 23 voix pour et 22 abstentions.